# Dinastía VI de Egipto

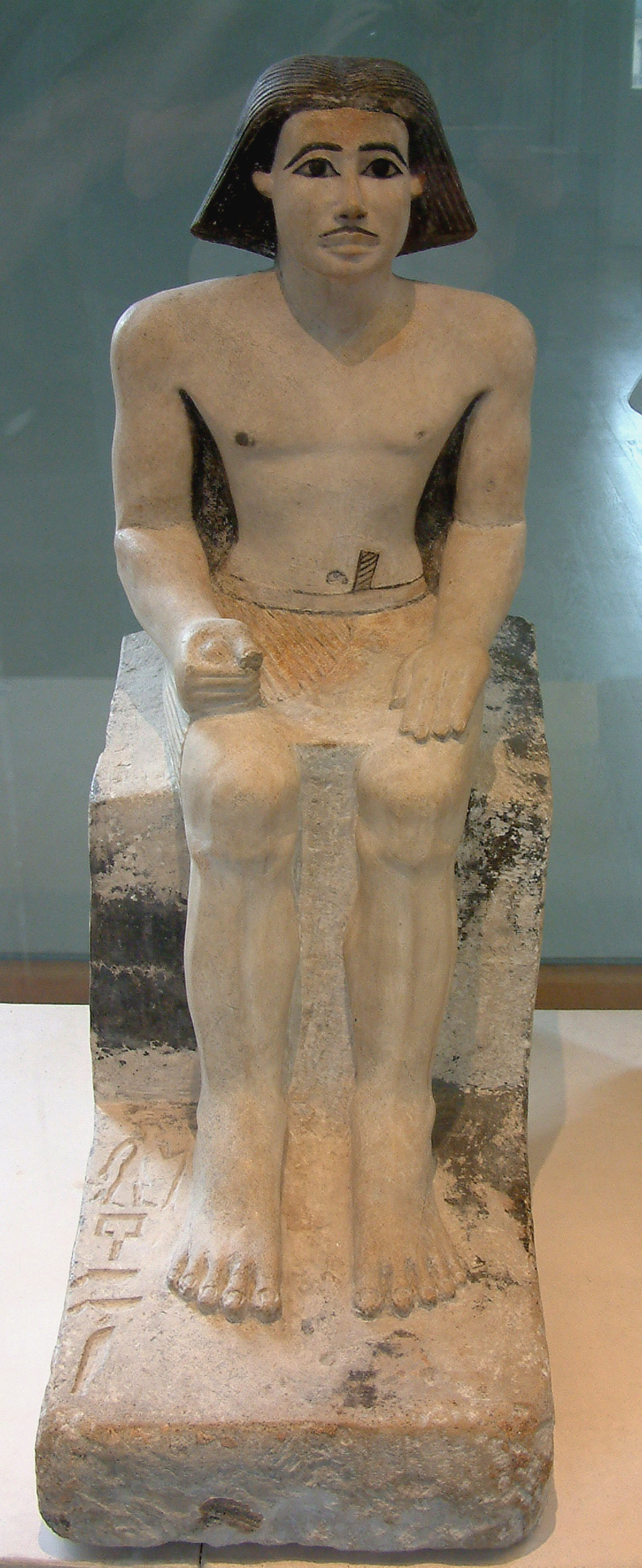
Keki. Louvre.

La Dinastía VI o Sexta Dinastía de Egipto transcurre de c. 2345-2171 a. C. y es considerada por la mayoría de los egiptólogos como la última etapa del Imperio Antiguo de Egipto.

## Historia
Manetón escribe que estos reyes gobernaron desde Menfis, Mennefer en idioma egipcio, nombre tomado de la pirámide de Unis que fue construida próxima; los arqueólogos concuerdan con Manetón.
Esta dinastía la fundó Teti, casado con Iput, posiblemente hija del rey Unis de la dinastía V. Otros miembros notables de esta dinastía fueron Pepy II, al que se le asigna un reinado de 94 años, el más largo en la historia de Egipto; y la reina Neithikert, también conocida como Nitocris por los escritores griegos, de quien algunos eruditos dicen que no solo fue la primera reina acreditada del antiguo Egipto, sino la primera mujer gobernante del mundo.
Durante esta dinastía, se organizaron expediciones a las minas de turquesa en Uadi Maghara en el Sinaí, así como a las de Uadi Hammamat y Hatnub. Dyedkara-Isesi envió expediciones comerciales al sur, hasta Punt, y al norte hasta Biblos; Pepy I organizará campañas, no solamente a estos lugares, también llegarán hasta Ebla, al norte de Siria.
De esta época se data un grabado de Asuán, con la imagen de un dromedario y su jinete, desmintiendo que la llegada de este animal al desierto del Sáhara, procedente de Oriente, fuese en época cristiana
El conocimiento de la historia de este periodo se amplía más que con los reyes anteriores, por las numerosas inscripciones biográficas encontradas en las tumbas de los nobles. Así oímos hablar de una conspiración fracasada contra Pepy I. También podemos leer una carta escrita por el joven rey Pepy II, excitado porque una de sus expediciones volvía con un enano danzante de la tierra del Yam, localizada al sur de Nubia.
Estas inscripciones de las tumbas de los nobles solamente son un ejemplo del poder, cada vez mayor, de estos, que más adelante se enfrentaron al poder absoluto del rey. Se cree que a la muerte del longevo Pepy II sus vasallos eran ya bastante fuertes para resistirse a la autoridad de sus sucesores, provocando el rápido final del absolutista Imperio Antiguo.

## Faraones de la dinastía VI

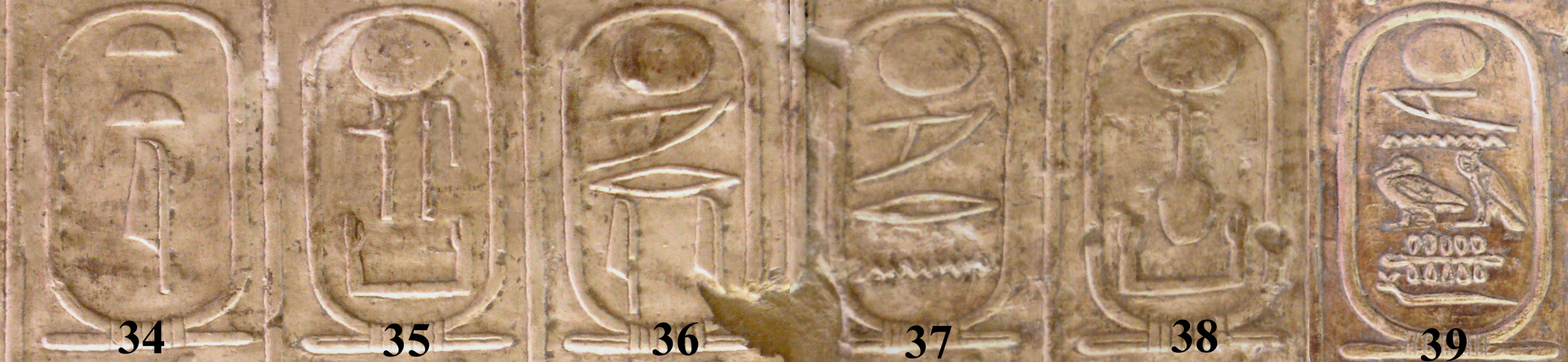
Lista Real de Abidos Cartuchos 34-39

| Nombre común | Nombre de Nesut-Bity | Nombre de Sa-Ra | Comentarios                                                                                                 | Reinado |
| ------------ | -------------------- | --------------- | --- | ------- |
| Teti (Otoes) | -                    | Teti            | | 22 años |
| Userkara     | Userkara             | -               | | 2 años  |
| Pepy I       | Meryra               | Pepy            | | 34 años |
| Merenra I    | Merenra              | Nemtyemsaf      | | 9 años  |
| Pepy II      | Neferkara II         | Pepy            | El rey que más tiempo permaneció en el trono de toda la historia                                            | 94 años |
| Merenra II   | Merenra              | Nemtyemsaf      | | 1 año   |
| Nitocris     | Neithiqerty (?)      | -               | Manetón la describe como la más bella y noble de la época y comenta que erigió la tercera pirámide de Guiza | 12 años |